# Decatelia
Decatelia là một chi bọ cánh cứng trong họ Chrysomelidae.
Chi này được Weise miêu tả khoa học năm 1904.

## Các loài
Các loài trong chi này gồm:
- Decatelia atritarsis Pic, 1927
- Decatelia costata Pic, 1927
- Decatelia lema Weise, 1904
- Decatelia pallipes Weise, 1922
- Decatelia testaceicollis Pic, 1934
- Decatelia testaceipes Pic, 1934
- Decatelia varipes Weise, 1910